# Les Semeurs de givre
Ne doit pas être confondu avec Les Semeurs d'abîmes.
Les Semeurs de givre est le douzième voyage (sur un total de treize) qu'effectue le Capitaine Flam dans la série de dessins animés qui porte son nom. Ce voyage, raconté en quatre épisodes de 22 minutes chacun, est une adaptation du roman « Planets in Peril » d'Edmond Hamilton.
Le capitaine Flam est sollicité pour venir en aide aux habitants d'une planète située dans un univers parallèle. Bien qu'ayant connu dans des temps anciens un essor considérable, elle subit aujourd'hui une régression générale : ses habitants sont menacés par d'étranges ennemis, les « Semeurs de givre ». Le capitaine Flam accepte de partir pour Tarust et se fait passer pour Kafoul, un héros légendaire qui lui ressemble beaucoup.

## Résumé des épisodes

### Épisode 1:Sauvetage de la planète Tarust
Le professeur Chi-Ko, depuis son laboratoire sur Mars, fait appel au capitaine Flam. Il lui présente Kiara et Gweldek, deux envoyés d'une civilisation située dans une dimension parallèle : la planète Tarust est menacée par d'étranges ennemis, les « Semeurs de givre ». Seul le capitaine Flam est susceptible de venir en aide aux habitants de cette planète. Les deux envoyés remarquent aussi que le capitaine a des traits qui ressemblent étrangement à ceux d'un dénommé Kafoul, héros légendaire de la planète.
Le capitaine Flam, Joan, Mala, Crag, Frégolo, Limaille et Simon se rendent dans le Cyberlab, qui est envoyé dans une dimension parallèle par un canal spatiotemporel. Ils arrivent en approche discrète de la planète Tarust. Le capitaine se présente auprès des autorités en prétendant être Kafoul, ce qui est crédible si l'on considère une statue représentant ce héros légendaire et dont les traits ressemblent à ceux du capitaine. Alors que celui-ci est sur le point de s'adresser à la foule qui s'est réunie sur la grand-place lorsqu'elle a entendu parler de son arrivée, les Semeurs de givre attaquent la ville. Le capitaine et ses amis réagissent immédiatement et combattent farouchement. Ils mettent en fuite les assaillants, mais Crag a été fait prisonnier durant la bataille…

### Épisode 2:Au secours de Crag
Crag est reclus prisonnier dans une prison des Semeurs de givre. Ceux-ci sont télépathes et l'interrogent, mais Crag refuse de parler. Tentant de s'échapper, il fait connaissance avec un humain de Tarust, Vrastok, mais ce dernier dénonce aux Semeurs de givre la tentative d'évasion de Crag. Celui-ci est solidement ficelé et mis dans l'impossibilité totale de se libérer. Il peste contre Vrastok.
De son côté, le capitaine apprend par Kiara et Gweldek que les Semeurs de givre ne respirent pas, mais se déplacent et raisonnent comme des êtres humains. En réalité, ce sont des mutants issus de la science tarustienne : des savants irresponsables les avaient jadis créés à partir d'êtres humains. Ils s'étaient révoltés contre leur créateur et l'avaient tué. Leur corps est un squelette recouvert de givre et de peau. Au fil des décennies et des siècles, leur nombre s'est accru. Le capitaine demande où sont situées les planètes les plus glacées situées à proximité. On lui répond qu'il s'agit du système Stallactos, dont la planète Isberga est la plus importante. Le capitaine décide de se rendre avec ses amis sur cette planète.
Le Cyberlab arrive à proximité d'Isberga, et le petit groupe se dirige vers la ville de Glacix. Ils voient la prison dans laquelle Crag est détenu. Ils attaquent la prison et libèrent Crag. Attaqués par les Semeurs de givre, Mala, à bord du Cyberlab, réagit et tue les Semeurs de givre. Vrastok est fait prisonnier. Il leur explique qu'il avait un plan : il s'était fait passer pour un « collaborateur » des Semeurs de givre pour apprendre leurs secrets. Il a ainsi découvert des documents émanant de Zorix, un des savants de la planète Zannu qui avaient contribué à créer jadis les Semeurs de givre ; il sait que les Semeurs de givre ont un point faible qu'il s'agit de découvrir et d'exploiter.
Le Cyberlab revient sur Tarust. Le capitaine et ses amis se présentent devant l'Assemblée suprême de la planète. Au lieu d'être accueillis en héros, ils sont accusés d'usurpation d'identité.

### Épisode 3:Le Châtiment de l'âme abjecte
Flam affirme qu'il est bien Kafoul, mais un témoin, qui avait vu arriver le Cyberlab, témoigne que Flam est extraterrestre. Un procès débute immédiatement, mais le capitaine et ses amis sont condamnés à subir le « châtiment de l'âme abjecte ». L'accusateur de Flam est Vossle, un homme politique tarustien favorable à un accord de soumission à l'égard des Semeurs de givre et qui suspecte le capitaine d'être un extraterrestre voulant la disparition de Tarust par une lutte inutile et sans espoir. 
Le capitaine apprend ce en quoi consiste le Châtiment de l'âme abjecte : il s'agit de séparer le Corps de l'Âme. Celle-ci est séparée de la matière organique et condamnée à « flotter », sous forme d'ondes radio. Joan est la première à subir le châtiment, suivie du capitaine Flam et des autres membres du groupe. L'esprit de Flam se « réveille » alors que tous ont subi le châtiment. Avisant une souris, Flam se rend compte qu'il peut influencer un animal par télépathie. Il se souvient qu'un multiplicateur télépathique avait été pris aux Semeurs de givre durant la bataille ; cet engin avait servi aux Semeurs pour entrer en contact avec Crag. Quasiment sous la forme d'un fantôme invisible, Flam se rend au Cyberlab, et retrouve le multiplicateur télépathique. Vrastok, qui se trouve sur les lieux, « entend » les suggestions du capitaine qui l'exhorte à appuyer sur le bouton permettant de mettre en marche l'engin. Vrastok le met en marche et le capitaine peut lui parler. Il le conduit jusqu'à l'endroit où se trouve l'appareil électronique qui avait servi à séparer l'Âme du Corps. Informé et guidé par le capitaine, il le « ranime », puis ranime les autres membres du groupe.
Flam et ses amis s'emparent facilement du Cyberlab, marqué par Vossle d'un signe indiquant que ce vaisseau est Tarustien et ami des Semeurs de givre. On apprend que Vossle a décidé de se rendre sur Isberga afin de signer le traité de soumission des Tarustiens à l'égard des Semeurs de givre. Mais le capitaine utilise une manœuvre risquée : il s'agit de se rendre, grâce au moteur transdimensionnel, dans la dimension originelle, d'aller plus vite que le vaisseau de Vossle, et de revenir dans la dimension tarustienne. Lorsque la manœuvre a été réalisée, le Cyberlab se trouve devant l'armada spatiale des Semeurs de givre.

### Épisode 4:Kafoul, le héros
Flam se fait passer pour Vossle et demande à voir le roi Moor, chef suprême des Semeurs de givre. Les gardiens acceptent de laisser passer Flam et ses amis qui arrivent sur la planète, mais se rendent au laboratoire secret, découvert par Vrastok, où les Semeurs de givre avaient jadis été créés. Les données d'information sont manquantes, si bien que le petit groupe continue ses recherches, jusqu'à arriver, par les souterrains, sous la salle du trône. Flam découvre que Vossle est sur le point de signer le traité de soumission des Tarustiens.
Néanmoins, Flam et ses amis sont faits prisonniers par des gardes, qui interviennent dans le souterrain. Tous sont mis en rétention dans la salle du Trésor, y compris Vossle. Le capitaine découvre dans cette salle le secret de Zorix. Ce secret est très simple : les Semeurs de givre peuvent être tués par les ondes ultraviolettes. Flam dérobe une machine émettant des rayons ultraviolets. Ils s'emparent de nouveau du Cyberlab et se rendent le plus rapidement possible sur Tarust. Ils émettent le rayonnement ultraviolet, tuant ainsi la totalité des Semeurs de givre. Le Capitaine Flam est accueilli en libérateur par une foule en liesse. Puis le Cyberlab et ses occupants font de nouveau le voyage transdimensionnel inverse, revenant sur la Terre.
L'épisode se termine par une nouvelle fracassante du professeur Simon : la machine du Pr Chi-Ko n'était pas une machine à voyager vers une autre dimension, mais en réalité une machine à voyager dans le temps. Flam et ses amis ne se sont pas rendus dans un autre univers, mais sur la planète Terre située deux millions d'années dans le futur. « Kafoul » était le nom de « Capitaine Flam », déformé au fil des siècles. En sauvant Tarust, le capitaine a en fait sauvé la Terre future et ses habitants, nos lointains descendants